# U Got 2 Know
A U Got 2 Know című album az olasz eurodance csapat Cappella 2. stúdióalbuma, és egyben legsikeresebb albuma. Az albumról hivatalosan 7 dal jelent meg kislemezen. Az album eredetileg a Mercury kiadónál jelent meg, később más országokban is kiadták különböző kiadók az albumot CD-n, Bakelit lemezen és kazettán is. Az album sok európai országban volt slágerlistás helyezés. A svájci és finn slágerlisták élére került.
Az albumon található az Everybody című dal, mely 1991-ben már megjelent kislemezen.

## Megjelenések
CD  Olaszország Mercury – 828 482.2
1. U Got 2 Know - 5:10
2. U Got 2 Let The Music - 5:23
3. Don't Be Proud - 5:07
4. U & Me - 4:07
5. Everybody - 5:16
6. Move On Baby - 5:04
7. What I Gotta Do - 5:45
8. Shake Your Body - 5:46
9. The Big Beat - 4:19
10. Move It Up - 3:58
11. Cappella Gigamix - 5:45

## Slágerlista
| Legjobb slágerlistás helyezés | Legjobb slágerlistás helyezés | Legjobb slágerlistás helyezés | Legjobb slágerlistás helyezés | Legjobb slágerlistás helyezés | Legjobb slágerlistás helyezés | Legjobb slágerlistás helyezés | Legjobb slágerlistás helyezés | Díjak, jelölések         |
| AUT                           | FIN                           | GER                           | NED                           | SCO                           | SWE                           | SWI                           | UK                            | Díjak, jelölések         |
| ----------------------------- | ----------------------------- | ----------------------------- | ----------------------------- | ----------------------------- | ----------------------------- | ----------------------------- | ----------------------------- | ------------------------ |
| 8                             | 1                             | 10                            | 11                            | 9                             | 12                            | 1                             | 10                            | - SWI: Arany - UK: Arany |